# Gran Premio d'Italia 1923

Il tracciato del Gran Premio d'Italia del 1923

Il Gran Premio d'Italia 1923 fu la III edizione del Gran Premio d'Italia e si svolse all'Autodromo nazionale di Monza.

## Il contesto
Il dolore per la perdita del buon amico e valoroso collaboratore ci fa dimenticare in questo momento le ansie condivise nel lavoro comune con lo scomparso, ma non attenua la fede che avevamo conservato di superare con onore l'aspro cimento.
Ma l'animo dei nostri guidatori non può essere sereno, né sa tentare di ripassare con mano ferma accanto al corpo ancora caldo del compagno; perciò, con la stretta al cuore, che può intendere chi ha seguito i nostri sacrifici, per chi sa le nostre speranze, per chi sa con quanta passione noi auguriamo la vittoria d'Italia, ci troviamo costretti a disertare quel campo di lotta sul quale ritorneremo presto a combàttere.
Per la direzione dell'Alfa-Romeo: ing. Nicola Romeo
Questa edizione venne ufficialmente denominata 1º Gran Premio d'Europa, nuova formula decisa dalla AIACR (Association Internationale des Automobile Clubs Reconnus) per assegnare il titolo di campione d'Europa, cercando di unificare le normative tecniche nel Vecchio continente.
L'AIACR aveva scelto l'Italia per la prova d'esordio, la Francia per la successiva prova del 1924 e, in seguito, i Gran Premi d'Europa si sarebbero svolti nella nazione detentrice dell'ultima vittoria.
I limiti tecnici per le vetture erano fissati in due litri di cilindrata massima e in 650 kg il peso minimo a vuoto. Inoltre le vetture dovevano avere obbligatoriamente a bordo pilota e meccanico, per una percorrenza minima di 800 km.

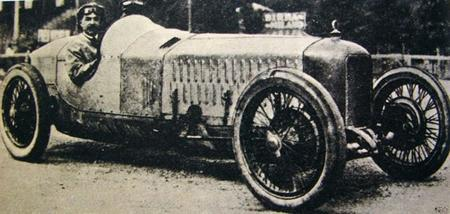
Ugo Sivocci e e il meccanico Angelo Guatta alle prove del giorno precedente al sinistro, sulla Alfa Romeo P1 ancora priva di vernice.

Il Gran Premio d'Europa rappresentava l'evento più importante della stagione motoristica mondiale e una possibilità di riscossa per la FIAT che nel precedente Gran Premio di Francia aveva schierato le nuove "805" - introducendo la novità dei motori sovralimentati nell'ambito dei Grand Prix - tutte ritiratesi per noie al compressore. Le attenzioni dei cronisti e degli esperti era concentrate sulle vistose innovazioni aerodinamiche presentate dalla Mercedes e dalla Voisin, ma la vera novità tecnica fu il motore sovralimentato della FIAT che, con il nuovo compressore volumetrico a lobi Eaton-Roots, sviluppava 150 CV, consentendo una velocità massima di circa 220 km/h.
Due settimane prima della gara la Fiat aveva inviato due dei suoi uomini di punta, il pilota Pietro Bordino e il pilota-collaudatore Enrico Giaccone, a testare l'ultima evoluzione della "805" sul circuito e la prova si rivelò un disastro. La sera del 26 agosto i due stavano girando ad altissima velocità per saggiare la resistenza del motore turbocompresso, quando si ruppe l'assale anteriore e l'auto fuori controllo si capovolse. Bordino riportò varie conclusioni, ma Giaccone perse la vita. Era il terzo pilota FIAT a scomparire nel corso di un solo anno, preceduto da Biagio Nazzaro ed Evasio Lampiano.
La vigilia della gara fu altrettanto tragica. Durante una sessione di prove libere del giorno 8 settembre, si verificò un altro tragico incidente che causò la morte di Ugo Sivocci, in seguito al quale l'Alfa Romeo ritirò la sua squadra corse dal Gran Premio, in segno di lutto.

## La gara

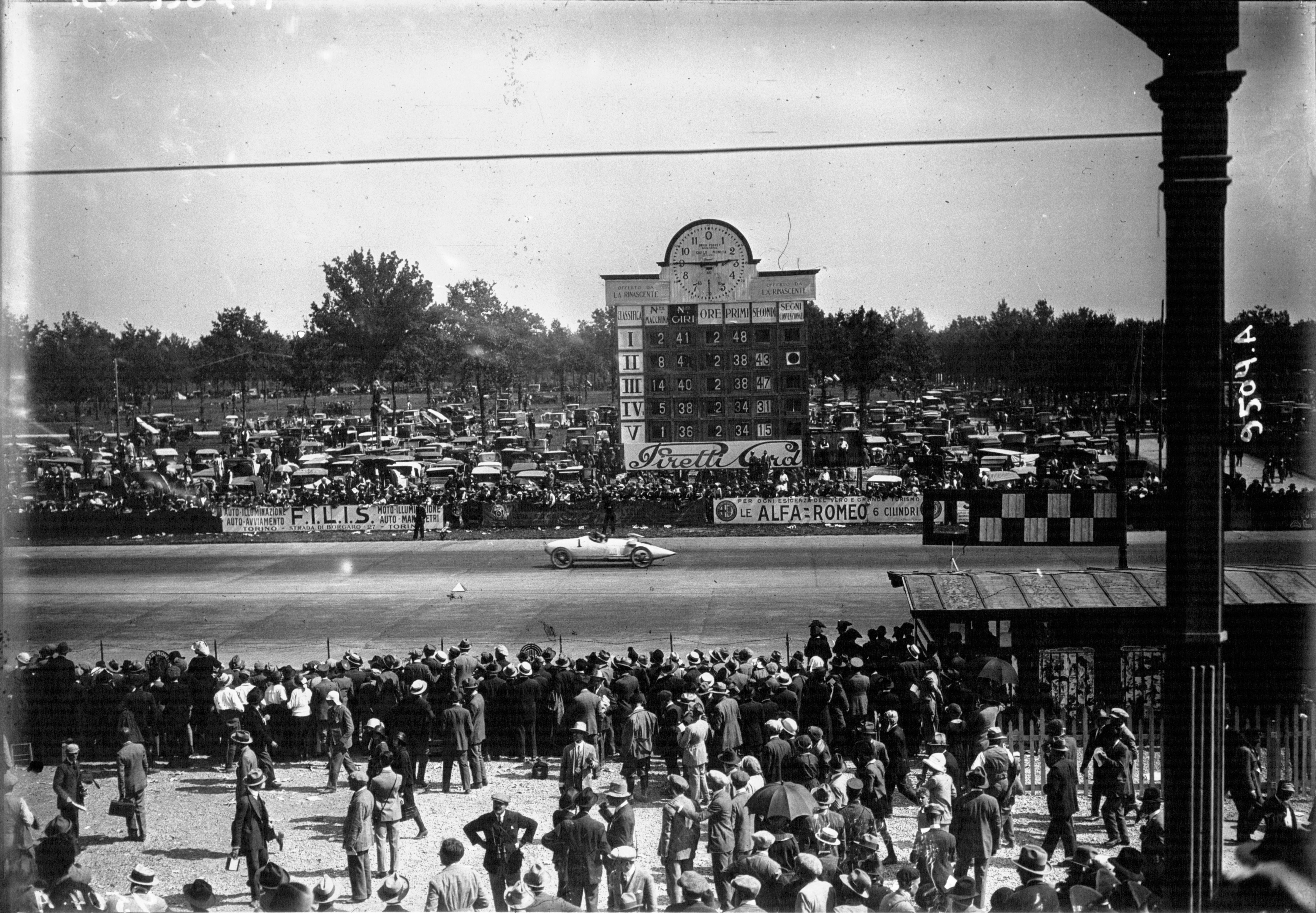
Poco oltre la metà gara, la Mercedes di Minoia passa sul traguardo, distanziata di 5 giri dalla FIAT di Bordino.

La gara, che vide la partecipazione di 14 concorrenti in difesa dei colori nazionali di Francia, Stati Uniti, Germania e Italia, aveva richiamato una folla immensa di appassionati provenienti da tutta Europa. Sulle tribune a ai bordi della pista erano confluiti 400.000 spettatori, oltre a 30.000 automobili.
Per la Francia gareggiarono 5 vetture azzurre, divise tra le due Rolland-Pilain e le tre Voisin Laboratoire, una di queste ultime condotta personalmente dal progettista André Lefèbvre.
Gli USA schierarono tre Miller 122 bianche e blu e l'asso statunitense "Jimmy" Murphy.
Per la Germania scesero in pista tre bianche Benz Tropfenwagen il cui pilota di punta era l'italiano Ferdinando Minoia, che i cronisti sportivi italiani dell'epoca tacciarono di "transfuga".
A rappresentare l'Italia, dopo il ritiro delle Alfa Romeo P1, restarono le tre rosse FIAT 805, condotte da Carlo Salamano, dal veterano Felice Nazzaro e dal nuovo beniamino del pubblico Pietro Bordino.
Le vetture schierate alla partenza su tre file, composte alternativamente da tre o due concorrenti, ebbero quale starter d'eccezione il Presidente del Consiglio Benito Mussolini.
Furono disputati 80 giri del circuito, lungo 10 km, per un totale di 800 km.
Vinse Salamano su Fiat 805, compiendo gli 800 km previsti in 5h 27'38" alla media di 146,502 km/h, seguito dal compagno di squadra Nazzaro distanziato di 24" e da Murphy su Miller a 5' e 12" dal vincitore. 
La classifica dei tempi si fermò alle posizioni da podio, perché all'arrivo del terzo pilota il pubblico invase la pista, impedendo agli altri tre concorrenti rimasti in gara, distanziati di vari giri, la conclusione del percorso.
Fu la prima vittoria in un Gran Premio di una vettura con motore sovralimentato.

## Classifica
| Pos. | Nº | Pilota               | Auto               | Giri | Tempo/ Note                   |
| ---- | -- | -------------------- | ------------------ | ---- | ----------------------------- |
| 1    | 14 | Carlo Salamano       | Fiat 805           | 80   | 5h27m38                       |
| 2    | 8  | Felice Nazzaro       | Fiat 805           | 80   | 5h28m02                       |
| 3    | 5  | James Anthony Murphy | Miller 122         | 80   | 5h32m51                       |
| 4    | 1  | Ferdinando Minoia    | Benz Tropfenwagen  | 76   | Senza tempo                   |
| 5    | 7  | Franz Horner         | Benz Tropfenwagen  | 71   | Senza tempo                   |
| 6    | 16 | Martín de Álzaga     | Miller 122         | 70   | Senza tempo                   |
| Rit  | 4  | Albert Guyot         | Rolland-Pilain     | 70   |                               |
| Rit  | 2  | Pietro Bordino       | Fiat 805           | 46   | Ritirato per stanchezza       |
| Rit  | 10 | Gaston Delalande     | Rolland-Pilain     | 30   |                               |
| Rit  | 15 | André Lefèbvre       | Voisin Laboratoire | 29   |                               |
| Rit  | 13 | Willy Walb           | Benz Tropfenwagen  | 29   |                               |
| Rit  | 9  | Henri Rougier        | Voisin Laboratoire | 28   |                               |
| Rit  | 11 | Louis Zborowski      | Miller 122         | 15   | Ritirato per rottura biella   |
| Rit  | 3  | Eugenio Silvani      | Voisin Laboratoire | 14   | Ritirato per guasto meccanico |
| NP   | 6  | Antonio Ascari       | Alfa Romeo P1      |      | Non partito                   |
| NP   | 12 | Giuseppe Campari     | Alfa Romeo P1      |      | Non partito                   |
| NP   | 17 | Ugo Sivocci          | Alfa Romeo P1      |      | Incidente fatale in prova     |